# Otto Weidinger
Otto Weidinger (Würzburg, 24 maggio 1914 – Aalen, 10 gennaio 1990) è stato un militare tedesco.

## Biografia
Otto Weidinger fu un ufficiale delle Waffen-SS, raggiungendo il grado di SS-Obersturmbannführer. Nella seconda guerra mondiale la sua unità, lo SS-Regiment "Der Führer", prese parte il 10 giugno 1944 al Massacro di Oradour-sur-Glane. Weidinger pubblicò in proposito e sulla SS-Panzer-Division "Das Reich" presso una casa editrice di estrema destra. Weidinger nel 1958 fu Presidente nazionale dell'organizzazione Associazione di mutuo soccorso di ex membri delle Waffen-SS (HIAG).

## Vita

### Prima della Seconda Guerra Mondiale
Otto Weidinger si arruolò all'età di 20 anni nelle SS-Verfügungstruppe e nel 1936, dopo aver frequentato la Scuola per cadetti delle SS, fu promosso SS-Untersturmführer. Dopo ebbe un comando nel reggimento delle SS "Deutschland", finché conseguì l'addestramento come Pioniere e poco prima dell'annessione dell'Austria rientrò nel suo reggimento. Dopo una breve permanenza nella Wehrmacht fu infine trasferito nelle truppe motorizzate del Reggimento delle SS "Deutschland".

### Seconda guerra mondiale
Dopo la permanenza nel Reggimento delle SS "Deutschland", prese parte alla Campagna di Polonia, nella quale fu insignito della Croce di Ferro di II classe.
Per la sua partecipazione alla Campagna di Francia fu insignito della Croce di Ferro di I classe e poco dopo divenne Aiutante di Divisione. Nel luglio 1940 seguì la promozione a SS-Hauptsturmführer e la partecipazione alla Campagna dei Balcani.
Poco dopo l'attacco all'Unione Sovietica Weidinger fu nominato comandante della Compagnia dei battaglioni Kradschützen e tornò poco dopo alla SS-Junkerschule in Bad Tölz, per insegnarvi tattica.
Nel giugno 1943 Weidinger fu nuovamente comandato al fronte e con il comando del I battaglione del Reggimento di SS "Deutschland" – ormai con il grado di SS-Sturmbannführer. Questo battaglione affrontò nella Unternehmen Zitadelle accaniti combattimenti nelle posizioni avanzate.
In una battaglia locale in quel periodo egli fu gravemente ferito alla testa.
Il 26 novembre 1943, venne insignito della Croce militare tedesca. Alla fine del 1943 ebbe il comando, nel quadro della 2ª SS-Panzer-Division "Das Reich", del Reparto 2 della ricognizione.
In primavera la 2a SS-Panzer-Division fu spostata in Francia. Il 21 aprile 1944 Weidinger venne decorato con la Croce di Cavaliere della Croce di Ferro.
Poco dopo seguì la promozione a SS-Obersturmbannführer e l'assunzione del comando del 4º Reggimento corazzato SS di granatieri "Der Führer", che egli comandò nelle battaglie combattute dopo lo sbarco in Normandia. L'assunzione formale del comando del reggimento "Der Führer" dal suo predecessore Sylvester Stadler ebbe luogo il 14 giugno 1944.
Il reggimento "Der Führer" partecipò il 10 giugno 1944 al Massacro di Oradour-sur-Glane, nel quale 642 fra bambini, donne e uomini furono assassinati. Gli uomini furono fucilati, donne e bambini furono portati in una chiesa che quindi fu incendiata. Colpi di mitraglia e porte chiuse impedirono loro la fuga. Prima, il 9 giugno 1944, un'altra unità della Panzer-Division "Das Reich" aveva già impiccato 99 uomini a Tulle come rappresaglia per un attacco alla guarnigione tedesca.
Dopo il reggimento combatté fra l'altro presso Saint-Lô, Coutances e Mortain così come nella ritirata dalla Sacca di Falaise. Il 26 dicembre 1944 egli fu decorato con l'aggiunta di foglie di quercia alla Croce di Cavaliere.
Dopo il fallimento dell'Offensiva delle Ardenne, Weidinger e il suo reggimento furono trasferiti sul fronte orientale, dove Otto Weidinger combatté in Ungheria e nell'ultimo stadio della guerra in Austria come infine nell'ex Protettorato di Boemia e Moravia, per partecipare alla repressione della Rivolta di Praga.

### Dopo la Seconda Guerra mondiale
Dopo la guerra egli fu sottoposto a un'inchiesta del tribunale francese per una possibile partecipazione ai massacri di Oradour-sur-Glane e Tulle, ma fu assolto in tutti i punti dell'accusa per mancanza di prove.
Weidinger fu membro della comunità di aiuto reciproco agli appartenenti alle ex Waffen-SS (HIAG). Dopo un intervento di Paul Hausser, del quale Weidinger era fiduciario, nel gennaio 1958 fu scelto come primo portavoce della HIAG. Nel novembre 1958 egli si tirò indietro. Alla base vi furono conflitti interni sull'inclusione nella HIAG degli Totenkopfverbände. Suo successore fu Kurt Meyer.
Dopo il 1958 Weidinger fu attivo come autore e pubblicista per la HIAG. Numerosi suoi contributi si trovano sulla rivista Der Freiwillige, organo dell'associazione. Tra il 1967 e il 1982 egli pubblicò cinque volumi e 2000 pagine sulla storia completa della 2. SS-Panzer-Division "Das Reich", che uscì per la casa editrice Munin-Verlag, fondata e gestita dalla HIAG. Nella premessa Weidinger dichiara di voler effettuare sia una celebrazione della guerra che una glorificazione delle idee e dell'epoca.
Sullo sfondo di pubbliche discussioni, ad esempio, riguardo al Massacro di Oradour, volle Weidinger procedere contro una presunta unilaterale visione storica. Come destinatari nominò non solo le generazioni con esperienza ma anche i giovani. Lo storico Karsten Wilke mise in ordine la pubblicazione di Weidinger alla ricerca della HIAG, "per corredare dalla scienza storica professionale l'ambito tematico […] con alcune interpretazioni."